# Lady Apache
Pour les articles homonymes, voir González.
Sandra González Calderón (née le 26 juin 1970), mieux connue sous le pseudonyme de Lady Apache, est une catcheuse (lutteuse professionnelle) mexicaine.
Son nom est tiré de celui de son entraîneur Gran Apache (en). Elle est la femme du catcheur Electroshock. Triple Championne du Monde Féminine de la Consejo Mundial de Lucha Libre, elle a aussi été deux fois Championne Nationale Féminine du Mexique.

## Carrière de catcheuse
Sandra González Calderón s'entraîne auprès de Gran Apache (en) et commence sa carrière en 1986.

## Palmarès
- Asistencia Asesoría y Administración (AAA)
  - Championnat du Monde Mixte par équipe de la AAA (1 fois avec Electroshock)
  - Championnat de la Reine des Reines de la AAA (2 fois)

- Consejo Mundial de Lucha Libre
  - Championnat du Monde Féminin de la CMLL (3 fois)
  - Championnat National Féminin du Mexique (2 fois)

- Comision de Box y Lucha D.F.
  - Championne Fédéral Fémine Distrito (1 fois)

- Pro Wrestling Revolution
  - Championne Féminine de la PWR